# Списък с филмите на „Кълъмбия Пикчърс“ (1980 – 1989)
Следва списък с филмите, които са продуцирани или пуснати от Кълъмбия Пикчърс през 1980–1989 г. Той е един от петте най-големи филмови студия. Кълъмбия Пикчърс е дъщерна компания на конгломерата Сони.
| Премиера             | Заглавие                                      | Бележки |
| -------------------- | --------------------------------------------- | --- |
| март 1980 г.         | The American Success Company                  | |
| 30 май 1980 г.       | The Hollywood Knights                         | единствено разпространение копродукция с Cascablanca Filmworks и Polygram Pictures |
| 1 юни 1980 г.        | The Mountain Men                              | копродукция с Polyc International BV |
| 6 юни 1980 г.        | Night of the Juggler                          | копродукция с GCC Productions |
| 13 юни 1980 г.       | Wholly Moses!                                 | |
| 20 юни 1980 г.       | Синята лагуна                                 | |
| 11 юли 1980 г.       | Used Cars                                     | |
| 1 октомври 1980 г.   | Глория                                        | |
| 17 октомври 1980 г.  | Foolin' Around                                | копродукция с GCC Productions |
| 24 октомври 1980 г.  | It's My Turn                                  | копродукция с Rastar |
| 31 октомври 1980 г.  | Touched by Love                               | копродукция с Rastar и Dove |
| 3 декември 1980 г.   | The Competition                               | копродукция с Rastar |
| 12 декември 1980 г.  | Stir Crazy                                    | |
| 12 декември 1980 г.  | Тес                                           | номинация „Оскар“ за най-добър филм единствено разпространение в САЩ продуциран от Neue Constantin Film, Renn Productions и Timothy Burrill Productions                                                                            |
| 19 декември 1980 г.  | Seems Like Old Times                          | копродукция с Rastar |
| 13 февруари 1981 г.  | American Pop                                  | копродукция с Bakshi Productions, Aspen Productions и Polyc International BV |
| 13 март 1981 г.      | Modern Romance                                | |
| 9 май 1981 г.        | Spider-Man: The Dragon's Challenge            | единствено международно разпространение по кината копродукция с Danchuck Productions и Marvel Television |
| 15 май 1981 г.       | Happy Birthday to Me                          | копродукция с The Canadian Film Development Corporation и Famous Players |
| 5 юни 1981 г.        | Nice Dreams                                   | копродукция с C&C Brown Production |
| 26 юни 1981 г.       | Нашивки                                       | |
| 7 август 1981 г.     | Heavy Metal                                   | единствено разпространение копродукция с The Guardian Trust Company, The Canadian Film Development Corporation и Famous Players |
| 14 август 1981 г.    | Nobody's Perfekt                              | копродукция с Rastar |
| 17 август 1981 г.    | One from the Heart                            | копродукция с Zoetrope Studios |
| 17 септември 1981 г. | Подводницата                                  | немски филм копродукция с Bavaria Film, Radiant Film, Westdeutscher Rundfunk, SWR Fernsehen и Neue Constantin Film |
| 25 септември 1981 г. | Only When I Laugh                             | копродукция с Rastar |
| 18 декември 1981 г.  | Neighbors                                     | |
| 18 декември 1981 г.  | Absence of Malice                             | копродукция с Mirage Productions |
| 19 февруари 1982 г.  | Смъртоносно желание II                        | в САЩ и в световен мащаб единствено разпространение копродукция с American-European Productions, City Films, Golan-Globus Productions и Landers-Roberts Productions разпространява се от Filmways Pictures и The Cannon Group Inc. |
| 12 март 1982 г.      | Richard Pryor: Live on the Sunset Strip       | копродукция с Rastar |
| 2 април 1982 г.      | Silent Rage                                   | копродукция с Topkick Productions |
| 16 април 1982 г.     | Кривият е прав                                | копродукция с Rastar |
| 4 юни 1982 г.        | Шмекерия                                      | |
| 18 юни 1982 г.       | Ани                                           | копродукция с Rastar |
| 25 юни 1982 г.       | Monty Python Live at the Hollywood Bowl       | копродукция с HandMade Films |
| 4 август 1982 г.     | Things Are Tough All Over                     | копродукция с C&C Brown Production |
| 13 август 1982 г.    | Буря                                          | |
| 2 ноември 1982 г.    | The Missionary                                | копродукция с HandMade Films |
| 5 ноември 1982 г.    | Piranha II: The Spawning                      | |
| 8 ноември 1982 г.    | Ганди                                         | награда „Оскар“ за най-добър филм копродукция с Goldcrest Films, International Film Investors, National Film Development Corporation of India и Indo-British Films                                                                 |
| 10 декември 1982 г.  | The Toy                                       | копродукция с Rastar |
| 17 декември 1982 г.  | Тутси                                         | номинация „Оскар“ за най-добър филм копродукция с Mirage Enterprises]], Punch Productions и Delphi Films |
| 21 януари 1983 г.    | Treasure of the Four Crowns                   | международен разпространител Cannon Films поддържа северноамериканските права за разпространение копродукция с The Lupo-Anthony-Quintano Company, M.T.G. Productions и Lotus Films                                                 |
| 25 март 1983 г.      | Пролетна ваканция                             | |
| 13 май 1983 г.       | Blue Thunder                                  | копродукция с Rastar |
| 20 май 1983 г.       | Spacehunter: Adventures in the Forbidden Zone | |
| 22 юни 1983 г.       | The Survivors                                 | копродукция с Rastar |
| 29 юли 1983 г.       | Krull                                         | |
| 19 август 1983 г.    | Yor, the Hunter from the Future               | |
| 28 септември 1983 г. | Голямото замръзване                           | номинация „Оскар“ за най-добър филм |
| 28 октомври 1983 г.  | Ричард Прайър: Тук и сега                     | |
| 6 декември 1983 г.   | Гардеробиерът                                 | номинация „Оскар“ за най-добър филм |
| 9 декември 1983 г.   | Кристин                                       | |
| 16 декември 1983 г.  | Човекът, който обичаше жените                 | |
| 1 януари 1984 г.     | Ghost in the Noonday Sun                      | |
| 2 март 1984 г.       | Против правилата                              | |
| 6 април 1984 г.      | Москва на Хъдсън                              | |
| 4 май 1984 г.        | Hardbodies                                    | |
| 8 юни 1984 г.        | Ловци на духове                               | |
| 22 юни 1984 г.       | Карате кид                                    | копродукция с Jerry Weintraub Productions и Delphi Films |
| 17 август 1984 г.    | Шийна                                         | копродукция с Colgems Productions Ltd. и Delphi II Productions |
| 14 септември 1984 г. | Войнишка история                              | номинация „Оскар“ за най-добър филм номинация „Златен глобус“ за най-добър филм – драма копродукция с Caldix |
| 19 октомври 1984 г.  | The Razor's Edge                              | римейк на едноименния филм от 1946 г. копродукция с Colgems Productions Ltd. и Marcucci-Cohen-Benn Production |
| 26 октомври 1984 г.  | Дубльорката                                   | копродукция с Delphi II Productions |
| 9 ноември 1984 г.    | Голяма история                                | копродукция с Delphi II Productions |
| 14 декември 1984 г.  | Звезден човек                                 | |
| 14 декември 1984 г.  | Пътуване до Индия                             | единствено разпространение в Северна Америка номинация „Оскар“ за най-добър филм единствено разпространение копродукция с Thorn EMI и HBO                                                                                          |
| 21 декември 1984 г.  | Micki & Maude                                 | копродукция с BBE, Blake Edwards и Delphi II Productions |
| 18 януари 1985 г.    | The New Kids                                  | копродукция с Fogbound Productions |
| 15 февруари 1985 г.  | Fast Forward                                  | копродукция с Delphi III Productions и Verdon-Cedric Productions |
| 15 март 1985 г.      | Силвестър                                     | копродукция с Rastar |
| 29 март 1985 г.      | The Slugger's Wife                            | копродукция с Rastar и Delphi III Productions |
| 26 април 1985 г.     | Just One of the Guys                          | копродукция с Summa Entertainment Group and Triton |
| 7 юни 1985 г.        | Перфектен                                     | копродукция с Delphi III Productions и Pluperfect |
| 14 юни 1985 г.       | Д.А.Р.И.Л.                                    | в САЩ и в световен мащаб единствено разпространение копродукция с World Film Services разпространен от Paramount Pictures |
| 28 юни 1985 г.       | Огън на свети Елм                             | копродукция с Delphi III Productions |
| 10 юли 1985 г.       | Силверадо                                     | копродукция с Delphi III Productions |
| 2 август 1985 г.     | Нощта на ужасите                              | преиздаден през 2011 г. копродукция с Vistar Films и Delphi III Productions |
| 16 август 1985 г.    | Булката                                       | копродукция с Delphi III Productions и Lee International Studios |
| 13 септември 1985 г. | Agnes of God                                  | копродукция с Delphi III Productions |
| 4 октомври 1985 г.   | Острието на бръснача                          | копродукция с Delphi III Productions |
| 22 ноември 1985 г.   | Бели нощи                                     | копродукция с Delphi III Productions и New Visions Pictures |
| 13 декември 1985 г.  | A Chorus Line                                 | единствено разпространение продуциран от Embassy Pictures, PolyGram Pictures и Feur and Martin Productions |
| 25 декември 1985 г.  | Murphy's Romance                              | копродукция с Delphi IV и Fogwood Pictures |
| 22 януари 1986 г.    | Desert Bloom                                  | копродукция с Carson Productions, Delphi IV и The Sundance Institute |
| 14 февруари 1986 г.  | Quicksilver                                   | копродукция с Delphi IV и IndieProd Company Productions |
| 14 март 1986 г.      | Crossroads                                    | |
| 21 март 1986 г.      | Грижовните мечета 2: Ново поколение           | единствено разпространение продуциран от Nelvana и LBS Communications |
| 11 април 1986 г.     | Violets Are Blue                              | копродукция с Rastar и Delphi IV |
| 25 април 1986 г.     | Crimewave                                     | единствено разпространение копродукция с Embassy Pictures и Renaissance Pictures |
| 2 май 1986 г.        | Saving Grace                                  | единствено разпространение копродукция с Embassy Pictures |
| 2 май 1986 г.        | Jo Jo Dancer, Your Life Is Calling            | копродукция с Delphi V Productions |
| 30 май 1986 г.       | Големи неприятности                           | копродукция с Delphi IV |
| 20 юни 1986 г.       | Карате кид 2                                  | копродукция с Delphi IV |
| 27 юни 1986 г.       | American Anthem                               | единствено разпространение продуциран от Lorimar Productions |
| 25 юли 1986 г.       | Out of Bounds                                 | копродукция с Delphi IV, Fogbound Productions и Fries Entertainment |
| 8 август 1986 г.     | Бъди до мен                                   | номинация „Златен глобус“ за най-добър филм – драма копродукция с Act V Communications |
| 8 август 1986 г.     | Артистична бъркотия                           | единствено разпространение продуциран от Блейк Едуардс и Delphi IV |
| 15 август 1986 г.    | Въоръжени и опасни                            | |
| 22 август 1986 г.    | One More Saturday Night                       | копродукция с AAR Films, Delphi IV и Rastar |
| август 1986 г.       | Stewardess School                             | |
| 10 октомври 1986 г.  | That's Life!                                  | единствено разпространение |
| 12 декември 1986 г.  | Where Are The Children?                       | копродукция с Braun Entertainment Group, Delphi V Productions и Rastar |
| 13 февруари 1987 г.  | 84 Charing Cross Road                         | |
| 15 май 1987 г.       | Ищар                                          | |
| 19 юни 1987 г.       | Роксан                                        | |
| 10 юли 1987 г.       | White Water Summer                            | |
| 24 юли 1987 г.       | Ла Бамба                                      | |
| 7 август 1987 г.     | Честита нова година                           | |
| 21 август 1987 г.    | Голямото объркване                            | единствено разпространение продуциран от Kings Road Entertainment |
| 25 септември 1987 г. | Големият град                                 | |
| 9 октомври 1987 г.   | Някой да ме пази                              | |
| 25 ноември 1987 г.   | Housekeeping                                  | |
| 4 декември 1987 г.   | The Stranger                                  | |
| 18 декември 1987 г.  | Leonard Part 6                                | |
| 18 декември 1987 г.  | Последният император                          | американско разпространение с Hemdale Film Corporation продуциран от Recorded Picture Company награда „Оскар“ за най-добър филм награда „Златен глобус“ за най-добър филм – драма                                                  |
| 12 февруари 1988 г.  | Колежът                                       | |
| 19 февруари 1988 г.  | Надежда и слава                               | единствено разпространение продуциран от Nelson Entertainment и Goldcrest Films номинация „Оскар“ за най-добър филм |
| 4 март 1988 г.       | Pulse                                         | |
| 11 март 1988 г.      | Vice Versa                                    | |
| 18 март 1988 г.      | Little Nikita                                 | |
| 18 март 1988 г.      | Stars and Bars                                | копродукция с Stars and Bars Limited |
| 15 април 1988 г.     | Zelly and Me                                  | |
| 22 април 1988 г.     | A Time of Destiny                             | |
| 6 май 1988 г.        | Бяла напаст                                   | |
| 29 юли 1988 г.       | Новите приключения на Пипи Дългото чорапче    | |
| 5 август 1988 г.     | Vibes                                         | копродукция с Imagine Entertainment |
| 22 август 1988 г.    | Безкрайна синева                              | Le Grand Bleu in France |
| 2 септември 1988 г.  | Рокет Гибралтар                               | |
| 16 септември 1988 г. | Звярът                                        | |
| 7 октомври 1988 г.   | Punchline                                     | |
| 14 октомври 1988 г.  | Малкият дявол                                 | копродукция с Cecchi Gori Group |
| 21 октомври 1988 г.  | Things Change                                 | |
| 18 ноември 1988 г.   | Свежи коне                                    | единствено разпространение продуциран от Weintraub Entertainment Group |
| 9 декември 1988 г.   | Моята мащеха е извънземно                     | единствено разпространение продуциран от Weintraub Entertainment Group |
| 27 януари 1989 г.    | Веществено доказателство                      | |
| 17 януари 1989 г.    | Фанатикът                                     | |
| 10 март 1989 г.      | Приключенията на Барон Мюнхаузен              | |
| 22 март 1989 г.      | Troop Beverly Hills                           | единствено разпространение продуциран от Weintraub Entertainment Group |
| 14 април 1989 г.     | Тя е неуправляема                             | единствено разпространение продуциран от Weintraub Entertainment Group |
| 14 април 1989 г.     | Хората от Севера                              | единствено разпространение продуциран от Castle Rock Entertainment и Nelson Entertainment |
| 5 май 1989 г.        | Listen to Me                                  | единствено разпространение продуциран от Weintraub Entertainment Group |
| 19 май 1989 г.       | Miracle Mile                                  | единствено разпространение продуциран от Hemdale Film Corporation |
| 16 юни 1989 г.       | Ловци на духове 2                             | |
| 30 юни 1989 г.       | Карате кид 3                                  | |
| 21 юли 1989 г.       | Eat a Bowl of Tea                             | копродукция с American Playhouse |
| 21 юли 1989 г.       | Когато Хари срещна Сали                       | единствено разпространение продуциран от Castle Rock Entertainment и Nelson Entertainment |
| 4 август 1989 г.     | Me and Him                                    | единствено разпространение в САЩ продуциран от Neue Constanstin Film |
| 18 август 1989 г.    | Casualties of War                             | |
| 25 август 1989 г.    | The Adventures of Milo and Otis               | единствено разпространение в САЩ продуциран от Toho и Fuji Television Network |
| 15 септември 1989 г. | The Big Picture                               | копродукция с Aspen Film Society |
| 6 октомври 1989 г.   | Старият Гринго                                | копродукция с Fonda Films |
| 13 октомври 1989 г.  | Да убиеш свещеник                             | пуснат на 7 септември 1988 г. във Франция копродукция с France 3 Cinéma, J.P. Productions and Sofica Valor |
| 27 октомври 1989 г.  | Immediate Family                              | копродукция с Sanford/Pillsbury Productions |
| 3 ноември 1989 г.    | Bloodhounds of Broadway                       | копродукция с American Playhouse |